# Yield to the Night
Yield to the Night is een Britse dramafilm uit 1956 onder regie van J. Lee Thompson. Destijds werd de film in Nederland uitgebracht onder de titel Nacht, neem mij op.

## Verhaal
Een jonge vrouw is haar hele leven lang, lang bedrogen door mannen. Ze denkt dat ze uiteindelijk een man heeft gevonden die echt van haar houdt. Wanneer ze erachter komt dat ook hij haar bedriegt met een andere vrouw, slaan de stoppen door.

## Rolverdeling
| Acteur          | Personage            |
| --------------- | -------------------- |
| Diana Dors      | Mary Price Hilton    |
| Yvonne Mitchell | Hilda MacFarlane     |
| Michael Craig   | Jim Lancaster        |
| Marie Ney       | Gevangenisdirectrice |
| Geoffrey Keen   | Aalmoezenier         |
| Liam Redmond    | Gevangenisarts       |
| Olga Lindo      | Cipier Hill          |
| Joan Miller     | Cipier Barker        |
| Marjorie Rhodes | Cipier Brandon       |
| Molly Urquhart  | Cipier Mason         |
| Mary Mackenzie  | Cipier Maxwell       |
| Harry Locke     | Fred Hilton          |
| Michael Ripper  | Roy                  |
| Joyce Blair     | Doris                |
| Charles Clay    | Bob                  |